# Cenderawasih-Bucht

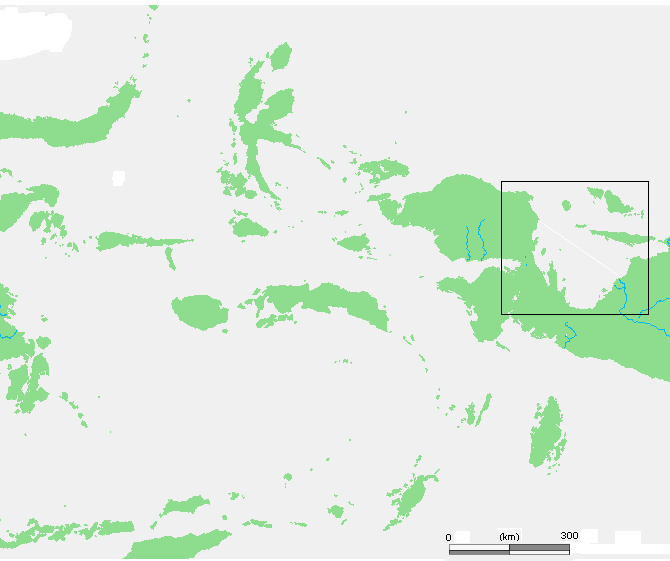
Cenderawasih-Bucht

Die Cenderawasih-Bucht (indonesisch Teluk Cenderawasih), früher niederländisch Geelvinkbaai, ist ein großer Meerbusen im Norden der indonesischen Region Westneuguinea. Erster Europäer in der Bucht war 1705 der Niederländer Jacob Weyland.
Die Bucht umspannt eine Küstenlinie von über 700 km Länge und ist bis zu 300 km breit. In der Cenderawasih-Bucht liegen zahlreiche indonesische Inseln und Inselgruppen. Nach Norden wird sie zum Pazifischen Ozean von der 140 km langen Insel Yapen und den Schouten-Inseln abgeschlossen. Am Südufer liegt die Wandammenhalbinsel.
Teile der Bucht gehören zum Nationalpark Teluk Cenderawasih. In der Bucht lebt eine standorttreue Population von Walhaien.